# Leptoclinides aciculus
Leptoclinides aciculus är en sjöpungsart som beskrevs av Kott 200. Leptoclinides aciculus ingår i släktet Leptoclinides och familjen Didemnidae. Inga underarter finns listade i Catalogue of Life.